# Margaret Ashmun
Margaret Eliza Ashmun (ur. 10 lipca 1875 w Rural, w hrabstwie Waupaca w stanie Wisconsin, zm. 15 marca 1940 w West Springfield) – amerykańska pisarka i poetka. 

## Życiorys
Ukończyła Stevens Point State College. Bakalaureat uzyskała na University of Wisconin w 1904, a magisterium w 1908. W latach 1904–1906 była szefową English Department w Stout Institute w Menomonie (Wisconsin). Później, w latach 1907-1912, była członkinią Departament of English na Uniwersytecie Wisconsin. W 1912 wyjechała do Nowego Jorku i poświęciła się pisaniu. Czas spędzała w Rural i w Madison, bywała też za granicą. W 1928 adoptowała dziewczynkę, nazywaną odtąd Mary Louise Ashmun, która zmarła w wieku dziewięciu lat. 

## Twórczość
Margaret Eliza Ashmun była prozaiczką, poetką i autorką podręczników. Wydała pomoce szkolne Prose Literature for Secondary Schools, with Some Suggestions for Correlation with Composition (1910) ze wstępem Willarda G. Bleyera, Modern Prose and Poetry for Secondary Schools (1914), Modern Short-Stories i napisane wraz z Gerhardem Richardem Lomerem kompendium The Study and Practice of Writing English. Pisała też wiersze, drukowane w czasopismach, ale nie wydane w postaci książkowej i powieści, przeznaczone głównie dla dorastających dziewcząt. Poza tym wydała The Singing Swan; an Account of Anna Seward and her Acquaintance with Dr. Johnson, Boswell, & Others of Their Time ze wstępem Fredericka A. Pottle’a.